# آدم رودولف
آدم رودولف (بالإنجليزية: Adam Rudolph)‏ هو عازف جاز أمريكي، ولد في 12 سبتمبر 1955 في هايد بارك في الولايات المتحدة.

## وصلات خارجية
- آدم رودولف على موقع IMDb (الإنجليزية)
- آدم رودولف على موقع ميوزك برينز (الإنجليزية)
- آدم رودولف على موقع أول ميوزيك (الإنجليزية)
- آدم رودولف على موقع ديسكوغز (الإنجليزية)